# Константиново (Бежецький район)
Константиново (рос. Константиново) — село в Бежецькому районі Тверської області Російської Федерації.
Населення становить 89 осіб. Входить до складу муніципального утворення Шишковське сільське поселення.

## Історія
Від 2005 року входить до складу муніципального утворення Шишковське сільське поселення.

## Населення
| 1859 | 1887 | 2010 |
| ---- | ---- | ---- |
| 138  | ↗223 | ↘89  |